# بيورن كناتسون
بيورن كناتسون (بالسويدية: Björn Knutsson)‏ هو متسابق دراجات نارية سويدي، ولد في 27 أبريل 1938 في السويد.